# Коалиция дронов
«Коалиция дронов» — международное объединение, направленное на обеспечение Украины БПЛА, системами РЭБ и РЭП и технологиями для повышения её наступательного потенциала в отражении российской агрессии. Коалиция была создана в рамках работы Контактной группы по обороне Украины и Совета Украина-НАТО в феврале 2024 года. На август 2024 года в коалицию входили 16 стран: Австралия, Великобритания, Германия, Дания, Италия, Латвия, Литва, Канада, Нидерланды, Польша, Франция, Швеция, Эстония, Чехия, Новая Зеландия, а также Украина. Участники коалиции обязались в срок до февраля 2025 года поставить Украине 1 млн беспилотников разных классов.

## Контекст
Впервые о «революции дронов» в военном деле аналитики заговорили в 2020 году по итогам второй Карабахской войны. В ходе этого конфликта вооружённые силы Азербайджана продемонстрировали потенциал цельной системы БПЛА разных классов, включая ударные Bayraktar TB2, IAI Harop, дроны-камикадзе и разведывательные дроны малого размера, а также переоборудованные под БПЛА Ан-2, используемые в качеств приманок. Война в Карабахе стала первым конфликтом, в котором основные задачи традиционной авиации — разведка, целеуказание, удары по позициям и тылу — выполняли исключительно беспилотники.
Конфликт раскрыл достоинства БПЛА как недорогой платформы для средств разведки и поражения, а также важного компонента сетецентрической войны: благодаря доступности они появились даже в подразделениях тактического уровня. Современные системы ПВО оказались малоэффективны против дронов, а колоссальная разница в стоимости БПЛА и боезапаса современных ПВО сделала борьбу с ними экономически нецелесообразной. Несмотря на потенциальную эффективность РЭП и РЭБ, они не гарантировали подавления сигнала или автономной системы навигации дронов.

### В ходе российского вторжения в Украину (2022)
К началу вторжения в Украину Россия подошла с ограниченной номенклатурой БПЛА, главным образом, разведывательными «Орлан-10». Украина же в течение нескольких лет (и после начала активной фазы войны) закупала у Турции значительные количества Bayraktar TB2. Однако уже в первые месяцы боевых действий выяснилось, что тактики обеих сторон были ограниченно эффективны: «Байрактары» не могли работать в зоне поражения ПВО, а «Орланы» легко становились жертвами РЭБ и зенитных орудий. Кроме того, дронов у воюющих сторон было слишком мало.
Перелом наступил в конце 2022 — начале 2023 года, когда в ВСУ, а затем ВС РФ в большом количестве появились коммерческие разведывательные беспилотники, которые вскоре приспособили для сброса боеприпасов или использования в роли камикадзе. Насыщение линии фронта БПЛА сделало её «прозрачной» для разведки и повысило точность ударов. В условиях нехватки снарядов ВСУ смогли во многом заменить артиллерию дронами. Успех беспилотников подтолкнул украинское руководство к перестройке военной доктрины и организационной структуры ВСУ под применение БПЛА: были созданы отдельные Силы беспилотных систем, в бригадах начали появляться роты ударных БПЛА.
В условиях почти полного отсутствия флота Украина успешно применила морские беспилотники в асимметричной войне против Черноморского флота. Массовое применение морских дронов началось с атаки дронов на базу ЧФ в Севастополе, где украинские беспилотные аппараты поразили три корабля, включая новый флагман «Адмирал Макаров». После успешной операции Владимир Зеленский объявили о создании «армии дронов» из 100 беспилотных аппаратов. Как и БПЛА, морские дроны оказались простыми и недорогими в производстве, незаметными и эффективными.
По оценке The Wall Street Journal, ВСУ использовала в войне до 10 тысяч дронов в месяц для разведки, корректировки, поисково-спасательных работ, доставки снабжения и медикаментов, непосредственно нанесения ударов. Более тяжёлые дроны наносили удары в глубине территории России — в Подмосковье, Ростове-на-Дону, Брянске. К 2024 году производством дронов для нужд ВСУ занимались около 200 украинских компаний. Валерий Залужный и его преемник Александр Сырский называли беспилотники одним из ключей к победе в войне против России.

## История
Решение о создании «Коалиции дронов» для поставки Украине передовых образцов БПЛА, средств РЭП и РЭБ, а также предоставления технической экспертизы для усиления наступательных возможностей было принято в ходе переговоров Контактной группы по обороне Украины и Совета Украина-НАТО в феврале 2024 года. В ходе встречи о своём участии объявили Германия, Дания, Литва, Нидерланды, Швеция, Эстония, а также Украина; затем присоединились Австралия, Великобритания, Италия, Канада, Латвия, Польша, Франция, Чехия.
Лидерами коалиции стали Великобритания и Латвия. Участники обязались инвестировать в производство и доставку в Украину дронов и запчастей, обеспечить обучение операторов и другую помощь. Для этого страны сотрудничали с локальными разработчиками и производителями дронов, проводя закупки по прозрачной конкурсной процедуре.
К середине мая коалиция привлекла более 500 млн евро финансирования, включая 200 млн фунтов, которые пообещала Великобритания. Замминистра обороны Украины Екатерина Черногоренко заявила о планах привлечь в рамках коалиции 1,5 млрд долларов в виде поставок и инвестиций в НИОКР. Украинская сторона инициировала отмену бюрократических процедур, смягчение налогового режима и беспошлинный ввоз для разработчиков и поставщиков дронов и другие меры поддержки. Украина также сообщила о намерении расширить коалицию до 20 членов, включая Турцию.
10 июля 2024 года на саммите лидеров НАТО в Вашингтоне страны-участницы возглавляемой Великобританией и Латвией коалиции дронов подписали меморандум о взаимопонимании по созданию совместного фонда и дальнейшей работе, с подписанием меморандума о сотрудничестве к коалиции дронов присоединилась Новая Зеландия.

## Поставки
Прямые поставки БПЛА в Украину в рамках «Коалиции дронов» начались в марте—апреле. Условия передачи дронов обсуждались с каждой страной отдельно. План, озвученный на брифинге в Брюсселе 15 февраля 2024 года генеральным секретарем НАТО Йенсом Столтенбергом, предполагал передачу Украине 1 млн БПЛА разных классов (в том числе FPV-дронов) до 25 февраля 2025 года.
На внеочередном заседании руководящей группы коалиции в апреле 2024 года Канада анонсировала передачу Украине 450 многоцелевых БПЛА Aeryon Skyranger R70 (в перспективе — 800 таких дронов общей стоимость более 95 млн долларов). Нидерланды, Дания и Германия обязались оплатить партию RQ-35 Heidrun на сумму в 200 млн долларов. Германия также сообщила о передаче Украине разведывательных дронов Vector 211.
В июне—июле 2024 года Великобритания и Латвия провели конкурс на поставку FPV-дронов, открытый для предприятий из стран-участниц коалиции, на сумму 352 тыс. евро. В июле 2024 года латвийские власти обязались поставить в Украину более 2500 беспилотников общей стоимостью 4 млн евро.